# CUS Perugia Rugby
Il Perugia Rugby Club ex CUS è un club italiano di rugby a 15 fondato a Perugia nel 1969 e sezione rugbistica del Centro Universitario Sportivo dell'Università degli Studi di Perugia.

## Storia

Il CUS Perugia neopromosso in Serie C1 nella stagione 2000-01

Della presenza del rugby a Perugia si hanno tracce fin dagli anni 30 del XX secolo, periodo in cui i giovani del locale Gruppo Universitario Fascista competevano con una squadra che, stando alle cronache dell'epoca, si batteva sul campo dell'allora piazza d'armi cittadina riscuotendo consensi e ammirazione su scala nazionale.
Il Rugby Perugia nasce nel 1969, anno in cui prese parte al campionato di Serie C girone F. La prima storica partita venne giocata il 26 ottobre dello stesso anno a Colleferro, contro la Lepini Segni, e finì con un pareggio (6-6). Le cronache dell'epoca riportano, oltre al prezzo del biglietto di cento lire per un incasso di 13.700 lire totali, i primi punti del Perugia, segnati su due calci piazzati dall'apertura Francesco Agostini.
La nuova società, traghettò il rugby perugino fino alla prima promozione, datata 1972, dalla Serie D alla C.
Nel 1975, a Perugia, vi fu un connubio istituzionale tra il rugby e il mondo universitario. La società perugina confluì nella neonata sezione Rugby del Centro Universitario Sportivo (CUS) dell'Università degli Studi di Perugia, prendendo così la denominazione. Nella stagione 1987-88 arrivò la prima promozione in Serie B. Dopo undici campionati consecutivi in Serie B e buoni piazzamenti, sopraggiunse, alla fine degli anni 90, una crisi generazionale culminata con la retrocessione nella stagione 1998-99. L'anno successivo, per recuperare una dimensione amatoriale e per abbattere i costi della prima squadra a vantaggio dell'attività giovanile, la società si iscrisse alla Serie C2. Il campionato venne vinto e nella stagione successiva, 2000-01, il CUS Perugia tornò a disputare la Serie C1. Nella stagione 2003-04, sotto la guida tecnica dell’allenatore argentino Adrian De Giusto, venne promossa in Serie B. Nel 2012-13 la squadra, guidata da Andrea Tagliavento, ottiene la prima storica promozione in Serie A.
Nella stagione 2016-17 la squadra partecipa al campionato di serie B, guidata dal coach Alessandro Speziali, e ottiene nuovamente la promozione in Serie A grazie alla vittoria nel doppio scontro in finale contro il Rugby Paese. Dalla stagione 2017-18 milita nuovamente in A. Nella stagione 2018-2019 ottiene sotto la guida di Alessandro Speziali e Fabrizio Fastellini, il miglior piazzamento della sua storia, chiudendo la stagione con il quarto posto nel campionato nazionale di Serie A.
Ad oggi la società può vantare due squadre Senior (Serie A e Serie C2), una Under-18 partecipante al campionato Èlite U-18 Area 3 e tutte le altre categorie giovanili dall'Under-16 all'Under-6. Inoltre la società collabora, insieme a CUS Siena e Clanis Cortona, alla franchigia Donne Etrusche partecipante al campionato di Serie A femminile e anche alla Coppa Italia Seven Under-14.

## Cronistoria
| Cronistoria del CUS Perugia Rugby |
| --- |
| - 1969 · Nascita del Perugia Rugby - 1969-70 · Serie C gir. F - 1970-71 · Serie D - 1971-72 · Serie D Promozione in Serie C - 1972-73 · Serie C - 1973-74 · Serie C - 1974-75 · Serie C - 1975 · Cambio denominazione in CUS Perugia Rugby, nascita della sezione rugbistica nel Centro Universitario Sportivo di Perugia - 1975-76 · Serie C - 1976-77 · Serie C - 1977-78 · Serie C - 1978-79 · Serie C - 1979-80 · Serie C - 1980-81 · Serie C - 1981-82 · Serie C - 1982-83 · Serie C - 1983-84 · Serie C - 1984-85 · Serie C - 1985-86 · Serie C - 1986-87 · Serie C - 1987-88 · Serie C Promozione in Serie B - 1988-89 · Serie B - 1989-90 · Serie B - 1990-91 · Serie B - 1991-92 · Serie B - 1992-93 · Serie B - 1993-94 · Serie B - 1994-95 · Serie B - 1995-96 · Serie B - 1996-97 · Serie B - 1997-98 · Serie B - 1998-99 · Serie B Retrocessione in Serie C1 - 1999 · Iscrizione in Serie C2 - 1999-2000 · Serie C2 Promozione in Serie C1 - 2000-01 · Serie C1 - 2001-02 · Serie C1 - 2002-03 · Serie C1 Promozione in Serie B - 2003-04 · Serie B gir. B - 2004-05 · Serie B gir. B - 2005-06 · Serie B gir. B - 2006-07 · Serie B gir. B - 2007-08 · Serie B gir. B - 2008-09 · Serie B gir. B - 2009-10 · Serie B gir. B - 2010-11 · Serie B gir. B - 2011-12 · Serie B gir .B - 2012-13 · Serie B gir. B Promozione in Serie A2 - 2013-14 · Serie A2 Iscritta alla nuova Serie A - 2014-15 · Serie A gir. C - 2015-16 · Serie A gir. C Retrocessione in Serie B - 2016-17 · Serie B gir. A Promozione in Serie A - 2017-18 · Serie A gir. C |